# 29 novembre 1902
Le samedi 29 novembre 1902 est le 333e jour de l'année 1902.

## Naissances
- Antonio Maquilón (mort le 20 avril 1984), joueur de football péruvien
- Carlo Levi (mort le 4 janvier 1975), peintre italien
- Georges Poulet (mort le 31 décembre 1991), critique littéraire belge
- Tommy Loughran (mort le 7 juillet 1982), boxeur américain
- Ward Miller (mort le 11 mars 1984), homme politique américain

## Événements
- Création du club de football argentin Club de Gimnasia y Tiro de Salta